# 강진아 (배우)
강진아(1986년 2월 6일 ~ )는 대한민국의 배우이다.

## 학력
- 건국대학교 영화과 학사

## 출연 작품

### 영화
- 《3학년 2학기》 2025년

- 《경계인》 (2024년) - 이선영 역
- 《헨젤 : 두 개의 교복치마》 (2024년)
- 《혼자》 (2024년) - 영선 역
- 《원더랜드》 (2024년) - 취조 형사 역
- 《후회하지 않는 얼굴》 (2023년) - 재경 역
- 《부산에 가면》 (2023년) - 지영 역
- 《흐르다》 (2023년) - 소영 역
- 《여섯 개의 밤》 (2023년) - 유진 역
- 《태어나길 잘했어》 (2022년) - 박춘희 역
- 《빛과 철》 (2021년) - 소은 역
- 《파란》 (2020년)
- 《달이 지는 밤》 (2020년)
- 《식물생활》 (2020년) - 진아 언니 역
- 《작년에 봤던 새》 (2020년) - 양수 역
- 《추석 연휴 쉽니다》 (2020년) - 안다정 역
- 《산후》 (2019년) - 수현 역
- 《스네일 맨》 (2019년)
- 《비 내리는 날의 양자강》 (2019년) - 은미 역
- 《젖꼭지》 (2019년)
- 《한강에게》 (2019년) - 진아 역
- 《소년의 자리》 (2018년)
- 《소공녀》 (2018년) - 최문영 역
- 《홀》 (2017년)
- 《원라인》 (2017년)  - 주희 납골당 직원 역
- 《오늘의 중력》 (2016년) - 여 사원 역
- 《졸업반》 (2016년) - 주희 (목소리) 역
- 《보이지 않는 잠자는 여인, 뒤집힌 배 그리고 나비》 (2016년) - 고선호 역
- 《역귀》 (2016년) - 미영 역
- 《나의 기념일》 (2016년) - 유하 역
- 《범죄의 여왕》 (2016년) - 송 순경 역
- 《카이: 거울 호수의 전설》 (2016년)
- 《굿바이 싱글》 (2016년) - 미술대회 주최측 선생 역
- 《로봇, 소리》 (2016년) - 장근영 역
- 《서울 투어》 (2015년) - 지은 역
- 《무더운 날이 없던 것처럼》 (2015년)
- 《고치》 (2015년)
- 《원 플러스 원》 (2015년)
- 《아아아》 (2015년)
- 《배우의 탄생》 (2015년) - 수진 역
- 《돌연변이》 (2015년) - 간호사 역
- 《사일런트 보이》 (2014년) - 음악교사 역
- 《지금 당장 보건증이 필요해!》 (2014년) - 나경 역
- 《바캉스》 (2014년) - 영미 역
- 《님의 침묵》 (2014년)
- 《발광하는 현대사》 (2014년) - 주부학생 / 민중 (목소리) 역
- 《또 하나의 약속》 (2014년) - 도영 처 역
- 《여보세요》 (2013년)
- 《우리 상우와 만나지 말아요》 (2013년)
- 《더 테러 라이브》 (2013년) - 보도국 작가 역
- 《서울 137》 (2012년) - 세희 역
- 《흔적》 (2012년) - 아영 역
- 《배드신》 (2012년)
- 《강변북로에 서 있는 여자》 (2010년) - 희정 역
- 《굿모닝 프레지던트》 (2009년) - 차지욱 대통령 여자 대학생 역
- 《내게 사랑은 너무 써》 (2008년) - 백목련 역
- 《초감각 커플》 (2008년) - 공원사진 커플녀 역

### 드라마
- 《선의의 경쟁》 (2025년, U+모바일tv) - 권희윤 역
- 《미나씨, 또 프사 바뀌었네요?》 (2024년, Watcha)
- 《LTNS》 (2024년, TVING)
- 《선산》 (2024년, Netflix) - 이숙자 역
- 《괴이》 (2022년, TVING)
- 《흉부외과 - 심장을 훔친 의사들》 (2018년, SBS)
- 《드라마 스페셜 - 아득히 먼 춤》 (2016년, KBS2)

### 연극
- 《땅굴》
- 《닥터 이라부》
- 《PLAY WITH HAMLET3》
- 《불 좀 꺼주세요》
- 《서툰 사람들》

## 수상 경력
- 2019년 제20회 부산영화평론가협회상 신인연기자상